# Johannita
La johannita es un mineral de la clase de los minerales sulfatos. Fue descubierta en 1830 en Jáchymov, en Bohemia (República Checa), siendo nombrada así en honor de Johann von Österreich, archiduque de Austria fundador del Museo Universal Joanneum. Un sinónimo poco usado es uranilovitriolo.

## Características químicas
Químicamente es un sulfato de uranilo hidroxilado e hidratado de cobre, que cristaliza en el sistema triclínico. Además de los elementos de su fórmula, suele llevar como impureza hierro.

## Formación y yacimientos
Aparece como mineral secundario en las porciones oxidadas de los depósitos de minerales sulfatos con uraninita, comúnmente en las fosmaciones postmineras.
Suele encontrarse asociado a otros minerales como: yeso, zippeíta, uranopilita, brochantita o calcantita.

## Usos
Por su contenido en uranio puede ser usado como mena del estratégico uranio.